# Mario Marchetti
Mario Gabriel Marchetti (Guaymallén, Provincia de Mendoza, Argentina, 14 de agosto de 1981) es un futbolista argentino. Juega de mediocampista defensivo y su equipo actual es Deportivo Montecaseros que disputa el Torneo Federal B de Argentina.

## Trayectoria
Después de estar once años en Gimnasia y Esgrima de Mendoza y ser partícipe del ascenso del año 2006 al Torneo Argentino A y donde logró hasta ser el máximo referente y capitán de dicha institución en los últimos años, en diciembre de 2012 la dirigencia Mensana decide desvincularlo del club.

## Clubes
| Club                   | País      | Año           |
| ---------------------- | --------- | ------------- |
| Atlético Argentino (M) | Argentina | 1997-2001     |
| Gimnasia y Esgrima (M) | Argentina | 2001-2012     |
| Atlético Argentino (M) | Argentina | 2012          |
| Gimnasia y Esgrima (M) | Argentina | 2012-2013     |
| Deportivo Maipú        | Argentina | 2013          |
| SC Pacífico            | Argentina | 2013-2014     |
| Deportivo Montecaseros | Argentina | 2015          |
| Atlético Argentino (M) | Argentina | 2016          |
| Deportivo Montecaseros | Argentina | 2016-presente |

## Palmarés

### Campeonatos nacionales
| Título             | Club                   | País      | Año     |
| ------------------ | ---------------------- | --------- | ------- |
| Torneo Argentino B | Gimnasia y Esgrima (M) | Argentina | 2005-06 |